# Brian Griffin
Brian Griffin (13. dubna 1948 – 29. ledna 2024) byl anglický fotograf. Jeho portréty popových hudebníků 80. let vedly k tomu, že byl The Guardian v roce 1989 jmenován „fotografem dekády“. Jeho práce jsou uloženy ve stálých sbírkách Arts Council, British Council, Victoria and Albert Museum a Národní portrétní galerie v Londýně.

## Život
Brian Griffin se narodil v Birminghamu a v letech 1964 až 1969 zde pracoval pro British Steel. V letech 1969 až 1972 studoval fotografii na Manchester College of Art and Design. Svá díla poprvé vystavoval v roce 1975 v rámci výstavy Young British Photographers. Roku 1989 jej deník The Guardian označil za fotografa desetiletí. Fotografoval řadu významných osobností, mezi něž patří například spisovatel Douglas Adams, hudebník John Cale, filozofka Sadie Plant, zpěvačka Siouxsie Sioux, kytarista Brian May a herec Donald Sutherland. Rovněž je autorem fotografií na obalech hudebních alb (například kapely Depeche Mode). Mimo fotografování se rovněž věnoval režírování televizních reklam, hudebních videoklipů a krátkometrážních filmů.
Brian Griffin zemřel ve spánku dne 29. ledna 2024, bylo mu 75 let.

## Publikace
- Brian Griffin, vlastní vydání, 1978, fotografie: Griffin, kresby: Barney Bubbles, edice 500 kopií.
- Power: British Management in Focus. London: Travelling Light, 1981. ISBN 9780906333136. Text: Richard Smith, úvod: Peter Parker.
- Open: Twenty One Photographs. Black Pudding, 1986, vydání 350 kopií ("standard edition") plus 65 kopií ("collector's edition").
- Work. Central Books, 1989. ISBN 978-0951385913.[9]
- The Black Kingdom. Stockport: Dewi Lewis, 2013. ISBN 978-1907893346.[10]
- Pop. Londýn: Gost, 2017. ISBN 978-1-910401-13-2, eseje: Terry Rawlings a Paul Gorman.[11]
- Spud. Londýn: Gost, 2018. ISBN 978-1-910401-21-7.[12]

## Výstavy
- The Black Country, Bernardinská kolej, Paříž, 2010/2011; New Art Gallery Walsall, 2011[13][14]

## Ocenění
- 1984: Nejvýraznější cena za fotografii, design a umělecký směr (za obal alba A Broken Frame od Depeche Mode)[9]
- 1987: Svoboda města Arles, Les Rencontres d'Arles[9]
- 1988: Nejvýraznější cena za samopropagační předmět, design a umělecký směr (za portréty)[9]
- 1988: Nejvýraznější cena za propagační časopis, design a umělecký směr (za Broadgate)[9]
- 1989: Nejvýraznější cena za fotografii v knize, designu a uměleckém směru (za práci)[9]
- 1989: Fotograf desetiletí, The Guardian[2][3]
- 1991: Nejlepší fotografická kniha na světě, Barcelona Primavera Fotografica[9]
- 2006: Honorary Fellowship, Královská fotografická společnost[15]
- 2006: Fotograf roku, British Press Awards (v užším výběru)[16]
- 2013: Medaile stého výročí Královské fotografické společnosti, pro významné osoby spojené s uměním nebo vědou fotografie[17][9]
- 2014: čestný doktorát, Birmingham City University (za jeho celoživotní přínos pro město Birmingham)[9][18]
- 2016: Best in Books for Design, Creative Review[19]

## Sbírky
Griffinova díla se nachází v následujících stálých sbírkách:
- Arts Council England, Spojené království[4][5][6]
- British Council[4][5][6]
- Victoria and Albert Museum, Londýn[20]
- Národní portrétní galerie Londýn: 26 výtisků (stav září 2020)[21]